# 吴婷 (演员)
吴婷（1983年1月12日—），中国女演员，出生于安徽省庐江县，原为安徽省合肥市庐剧团演员，后于2000年考入中央戏剧学院表演系并于2002年毕业。

## 人物简介
吴婷，内地著名女演员，红楼梦中人选秀活动林黛玉组的选手之一，曾在他人比赛的段子中客串王熙凤、李嬷嬷，演技出众。总决赛即兴表演黛玉丧父黯然泪下，令人动容。决赛中，吴婷表演了黄梅戏《女驸马》的选段，巅峰之战8进5以一曲"未了情"广受好评。在巅峰之战5进3时惜败。

## 影視作品

### 電視劇
| 首播年份 | 片名           | 角色     |
| 2003年   | 关西无极刀     | 好妹     |
| 2004年   | 龙票           | 玉麟格格 |
| 2004年   | 月上海         | 柳若涵   |
| 2004年   | 湖上人家       | 夏晓婷   |
| 2007年   | 夜郎王         | 王妃钰儿 |
| 2007年   | 我的青春我的梦 | 王晶晶   |
| 2007年   | 碧血剑         | 焦宛儿   |
| 2008年   | 追梦           | 原田惠子 |
| 2009年   | 谁知女人心     | 孙梦瑶   |
| 2010年   | 黑狐           | 顾婷     |
| 2010年   | 神探狄仁杰前传 | 梁雨潇   |
| 2010年   | 雙龍傳         | 鄭才人   |
| 2012年   | 雳剑           | 滨子     |
| 2013年   | 風影           | 楊惠     |
| 2013年   | 恋歌           | 刘逸儿   |
| 2013年   | 蒼狼           | 刘子英   |
| 2014年   | 光影           | 陈静     |
| 2016年   | 黑狐之風影     | 顧婷     |

### 電影
| 首播年份 | 片名 | 角色 |
| 2003年   | 手机 | 小马 |